# Komiker utan gränser
Komiker utan gränser är ett svenskt underhållningsprogram vars första säsong hade premiär på SVT 2022. Serien bestod av åtta avsnitt. Den andra säsongen hade premiär på SVT Play den 15 mars 2024. Programledare är Robin Paulsson.

## Handling
I serien deltar kändisar som ska utföra diverse utmaningar på allmänna platser. Utmaningarna genomförs inför dolda kameror och spelas in med folk på stan.

## Medverkande kändisar (i urval)
- Säsong 1:  Pernilla Wahlgren, Kristina "Keyyo" Petrushina, Per Andersson och David Batra.
- Säsong 2:  Måns Möller, Malin Olsson, Filip Dikmen, Ellen Bergström, Sanna Nielsen, Cissi Forss, Anis Don Demina och Klara Hammarström.